# مزرعه گلک
مزرعه گلک یک منطقهٔ مسکونی در ایران است که در دهستان جویم واقع شده‌است. مزرعه گللک ۸۲ نفر جمعیت دارد.